# Bibliometrie
Bibliometrie je vědní disciplína zabývající se měřením a kvantitativní analýzou dokumentů komunikujících vědecké poznatky.
Zakladateli bibliometrie jsou F. J. Cole a N. B. Eales, kteří v roce 1917 publikovali práci Statistická analýza literatury. Analyzovali v ní literaturu zabývající se anatomií publikovanou od roku 1573 do roku 1860. V roce 1923 bývalý knihovník Britského patentového úřadu E. Wyndham Hulme statisticky analyzoval historii vědy. V roce 1927 P. L. K. Gross a E. M. Gross publikovali studii, ve které spočítali a analyzovali citace k článkům v chemických časopisech. Byla to první studie tohoto druhu a díky ní byly položeny základy citační analýzy. Bradfordova práce o rozdělení článků mezi časopisy Applied Goephysics a Publication Research vedla k odvození Bradfordova zákona rozptylu.
Samostatný pojem bibliometrie zavedl až roku 1969 Alan Pritchard, do té doby se používal termín statistická bibliografie.

## Problémy zkoumané bibliometrií
- zkoumání citačních vazeb,
- analýza publikační činnosti vědců,
- zkoumání mezinárodních publikačních trendů,
- počítačová analýza publikací,
- rozložení tvořivé výkonnosti vědců,
- informační potřeby,
- tematický rozptyl literatury,
- mapování vědy,
- vyhledávání informací,
- socioinformatické jevy,
- měření relevance rešeršní činnosti, …